# Heliconius hagar
Heliconius hagar är en fjärilsart som beskrevs av Kirby. Heliconius hagar ingår i släktet Heliconius och familjen praktfjärilar. Inga underarter finns listade i Catalogue of Life.